# Шафранка невольница
Шафранка невольница (Crocothemis servilia) — разнокрылая стрекоза из семейства настоящих стрекоз. Обитает в Восточной и Юго-Восточной Азии, интродуцирован на Ямайку, Флориду и Гавайские острова.

## Описание

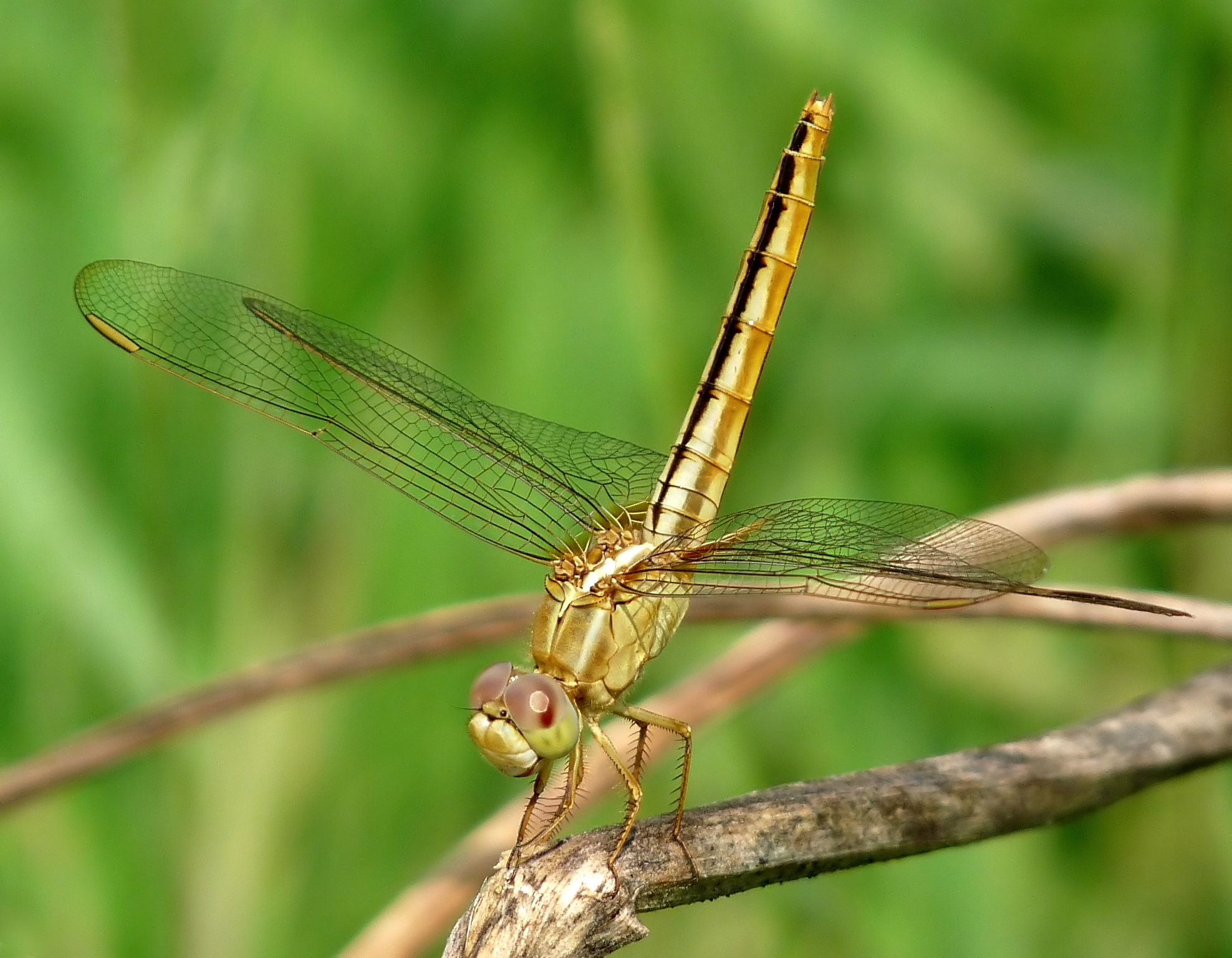
Самка

Длина 34—37 мм, брюшко 18—33 мм, крыло 26—95 мм. Задний край переднеспинки с небольшим срединным выступом. Окраска ног: красная или бурая. Птеростигма рыжеватая или жёлтая, около 3,5 мм длиной. Брюшко расширенное и уплощенное. Обычно в основании крыльев имеются широкие прозрачные жёлтые пятна. Верхушки крыльев и их костальный край бесцветные.  Молодые особи отличаются от сходных видов рода резко контрастирующими светлыми доплечевыми полосами. Также имеет не пару чёрных линий по бокам и вдоль спинной стороны брюшка, соединённых решетчатым рисунком, а единственную срединную чёрную линию.

## Биология
Период лёта: конец мая — август-октябрь. Как и большинство настоящих стрекоз, они склонны сидеть на палках, тростниках или камнях у воды, взлетать, чтобы поймать насекомое и возвращаться на место. Личинки населяют все типы стоячих водоемов, часто солоноватых и лишенных растительности (на юге ареала), однако преимущественно встречаются в крупных пресных водоемах с более или менее с богатой водной и околоводной растительностью, включая пруды, озера и водохранилища.